# Terrebonne (Bas-Canada)
Pour les articles homonymes, voir Terrebonne.
Terrebonne (désigné Effingham jusqu'en 1829) est un district électoral de la Chambre d'assemblée du Bas-Canada ayant existé de 1792 à 1838.

## Histoire
Son territoire regroupe l'Île Jésus, Blainville et Terrebonne. Terrebonne est l'un des 27 districts électoraux instaurés lors de la création du Bas-Canada par l'Acte constitutionnel de 1791. Il s'agit d'un district représenté conjointement par deux députés, parfois d’allégeance différente. En 1829, le district d'Effingham est francisé Terrebonne. Il est suspendu de 1838 à 1841 en raison de la Rébellion des Patriotes. À partir de 1841, le district est conservé au sein du Parlement de la province du Canada.

## Liste des députés

### Siègeno1
| Années | Années      | Député                         | Parti       |
| ------ | ----------- | ------------------------------ | ----------- |
|        | 1792 - 1796 | Jacob Jordan (père)            | Bureaucrate |
|        | 1796 - 1800 | Jacob Jordan (fils)            | Bureaucrate |
|        | 1800 - 1804 | André Nadon                    | Canadien    |
|        | 1804 - 1808 | André Nadon                    | Canadien    |
|        | 1808 - 1809 | Joseph Duclos                  | Canadien    |
|        | 1809 - 1810 | Joseph Duclos                  | Canadien    |
|        | 1810 - 1814 | Joseph Malboeuf dit Beausoleil | Indépendant |
|        | 1814 - 1816 | Joseph Malboeuf dit Beausoleil | Indépendant |
|        | 1816 - 1820 | Joseph Malboeuf dit Beausoleil | Indépendant |
|        | 1820 - 1820 | Jacob Oldham                   | Bureaucrate |
|        | 1820 - 1824 | Jacob Oldham                   | Bureaucrate |
|        | Canadien    | Jacob Oldham                   |             |
|        | 1824 - 1827 | Joseph-Ovide Turgeon           |             |
|        | 1827 - 1830 | Joseph-Ovide Turgeon           | Patriote    |
|        | 1830 - 1834 | Joseph-Ovide Turgeon           | Patriote    |
|        | 1834 - 1838 | Joseph-Ovide Turgeon           | Patriote    |

### Siègeno2
| Années | Années      | Député                             | Parti       |
| ------ | ----------- | ---------------------------------- | ----------- |
|        | 1792 - 1796 | Joseph-Hubert Lacroix              | Canadien    |
|        | 1796 - 1800 | Charles-Jean-Baptiste Bouc         | Canadien    |
|        | 1800 - 1801 | Charles-Jean-Baptiste Bouc         | Canadien    |
|        | 1801 - 1801 | Charles-Jean-Baptiste Bouc         | Canadien    |
|        | 1801 - 1802 | Charles-Jean-Baptiste Bouc         | Canadien    |
|        | 1802 - 1804 | Angus Shaw                         | Bureaucrate |
|        | 1804 - 1808 | Thomas Porteous                    | Bureaucrate |
|        | 1808 - 1809 | Joseph Meunier                     | Canadien    |
|        | 1809 - 1810 | Joseph Meunier                     | Canadien    |
|        | 1810 - 1814 | Joseph Meunier                     | Canadien    |
|        | 1814 - 1816 | Samuel Sherwood                    | Bureaucrate |
|        | 1816 - 1820 | Samuel Sherwood                    | Bureaucrate |
|        | 1820 - 1820 | François Tassé                     | Canadien    |
|        | 1820 - 1824 | François Tassé                     | Canadien    |
|        | 1824 - 1827 | Casimir-Amable Testard de Montigny | Indépendant |
|        | 1827 - 1830 | André Papineau                     | Patriote    |
|        | 1830 - 1834 | Louis-Hippolyte La Fontaine        | Patriote    |
|        | 1834 - 1838 | Louis-Hippolyte La Fontaine        | Patriote    |